# Labioscrotale plooi

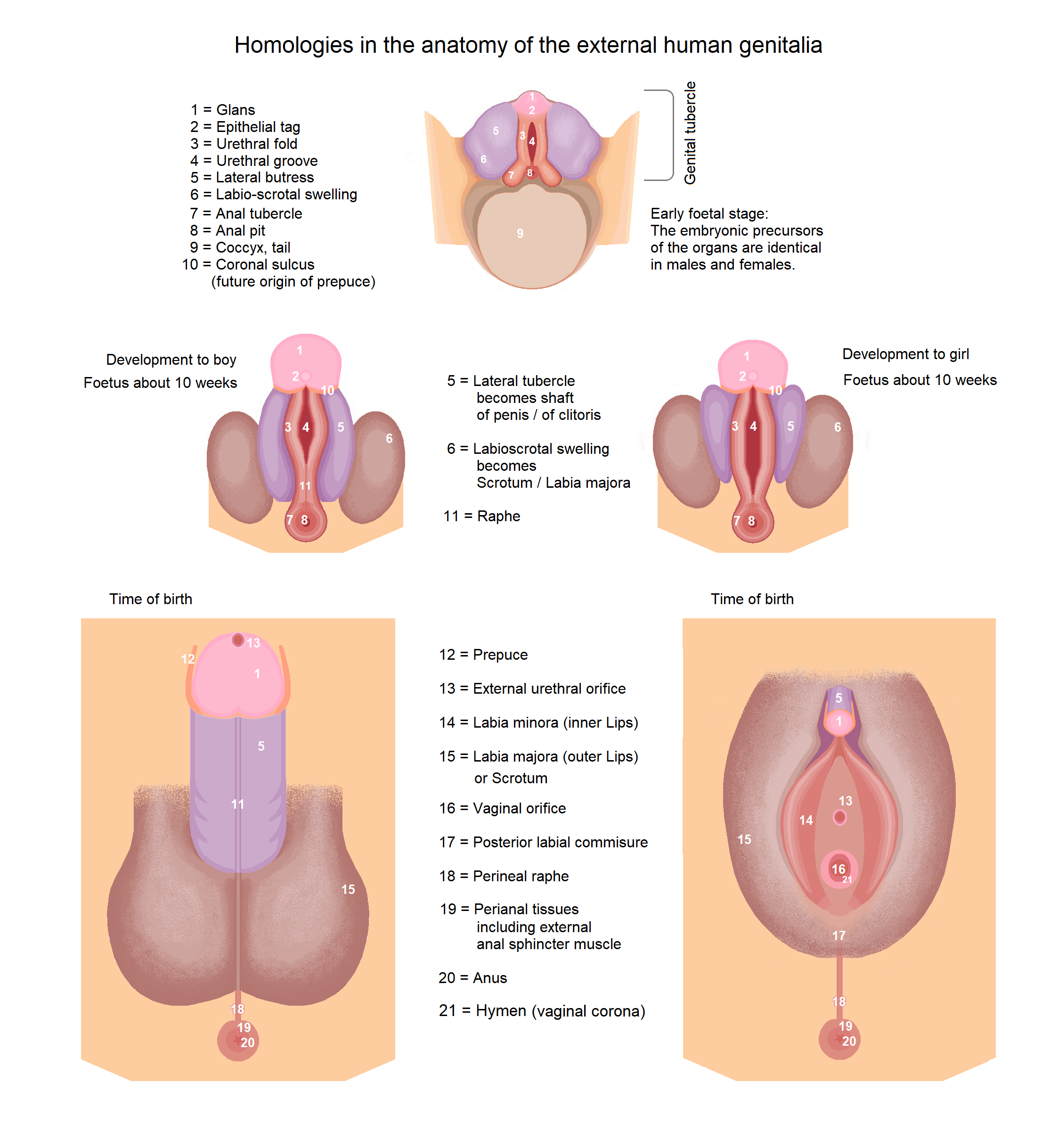
Embryonale ontwikkeling van de uitwendige menselijke geslachtsorganen met de labioscrotale plooien (6).

De labioscrotale plooien, labioscrotale zwellingen of labioscrotale wallen (enkelvoud:tuberculum labioscrotale) zijn gepaarde structuren tijdens de embryonale ontwikkeling bij zoogdieren, die de laatste ontwikkelingsfase van de externe genitaliën bij het staarteinde vertegenwoordigen vóór de seksuele differentiatie. De plooien ontstaan door proliferatie van het mesenchym.
Bij mensen smelten de twee plooien samen en vormen:
- bij het vrouwelijk embryo de buitenste schaamlippen. De zijkanten van het tuberculum genitale groeien naar achteren als de genitale plooien, die uiteindelijk de schaamlippen vormen. De labioscrotale plooien vergroeien alleen in het achterste gedeelte en vormen de achterste bindweefselverbinding (commissura posterior) van de buitenste schaamlippen. Aan de voorkant vormen ze de venusheuvel. Het uiteinde van het genitale uitsteeksel wordt de glans clitoridis (clitoriseikel).
- bij het mannelijke embryo het scrotum. De twee labioscrotale plooien versmelten ook in het midden en vormen het scrotum. Het uiteinde van het genitale uitsteeksel wordt de glans penis (eikel).